# Ditte Menneskebarn
Pour plus de détails, voir Fiche technique et Distribution.
Ditte Menneskebarn est un film dramatique danois écrit et réalisé par Bjarne Henning-Jensen (da) et sorti en 1946. 

## Fiche technique
- Titre original : Ditte Menneskebarn
- Réalisation : Bjarne Henning-Jensen (da)
- Scénario : Bjarne Henning-Jensen, d'après un roman de Martin Andersen Nexø
- Photographie : Verner Jensen
- Montage : Edla Hansen (en)
- Musique : Herman D. Koppel, Poul Schierbeck
- Costumes : Inger Bjarne
- Pays de production : Danemark
- Langue originale : danois
- Format : noir et blanc
- Genre : dramatique
- Durée : 99 minutes
- Date de sortie :  
  - Danemark : 20 décembre 1946

## Distribution
- Tove Maës : Ditte
- Karen Poulsen : Maren, Dittes bedstemor (le grand-père de Ditte)
- Rasmus Ottesen : Søren, Dittes bedstefar (la mère de Ditte)
- Karen Lykkehus : Sørine - Dittes mor (Ditte enfant)
- Jette Kehlet : Ditte som barn
- Edvin Tiemroth : Lars Peter Hansen
- Ebbe Rode : Johannes - Lars Peters bror (frère de Lars Peters)